# Freddy Grisales
Freddy "Totono" Grisales (Medellín, 22 de setembro de 1975) é um ex-futebolista colombiano.

## Carreira
Grisales integrou a Seleção Colombiana de Futebol na Copa América de 1999 e 2001.

## Títulos

### Seleção da Colômbia
- Copa América: 2001.